# دورة الماء في التربة والنبات والغلاف الجوي

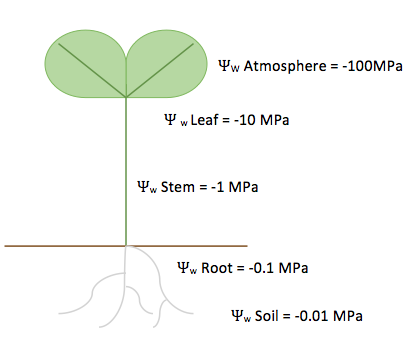
على الرسم أرقام عشوائية لتمثيل تناقص المياه من التربة، عن طريق النبات النبات، ومنه إلى الغلاف الجوي.

استمرارية دورة الماء في التربة ثم النبات ثم الغلاف الجوي (بالإنجليزية: The Soil-Plant-Atmosphere Continuum SPAC)،  هي المسار الذي يتخذه الماء ليتحرك من التربة إلى النبات ثم إلى الغلاف الجوي، و«استمرارية» (بالإنجليزية: Continuum)‏ تعني وصف استمرار الماء بسلوك هذه الدورة.
يحدث الانتقال عن طريق ثلاث مراحل، اختلفت التخصصات العلمية في تعريفها:
- فيزياء التربة يتم انتقال المياه في التربة عن طريق التوتر.
- فسيولوجيا النبات والحيوان يتم انتقال المياه عن طريق قوة الضغط الجذري.
- والأرصاد الجوية يستخدم ضغط البخار أو الرطوبة النسبية لوصف المياه في الغلاف الجوي.

المختصر "SPAC" يدمج هذه المكونات ويعرف بأنه:
المفهوم المعترف فيه أن المجال مع جميع مكوناته (التربة النبات، والحيوان والغلاف الجوي المحيط مجتمعة) يشكل متكاملة فيزيائية، ونظام الدينامية هي التي تدفق مختلف العمليات التي تتضمن الطاقة والمواد تحدث في وقت واحد وبشكل مستقل مثل الارتباطات في السلسلة.